# Judith Fénélon
Judith Fénélon est une footballeuse haïtienne évoluant au poste de défenseur.

## Carrière
Judith Fénélon inscrit un but contre son camp en Gold Cup féminine 2002, lors de la lourde défaite sur le score de 11-1 en phase de poule contre le Canada ; les Haïtiennes sont éliminées dès la phase de poules. Capitaine du club de Valentina, elle est sacrée championne d'Haïti en 2011. 